# Hibbertia brennanii
Hibbertia brennanii är en tvåhjärtbladig växtart som beskrevs av Toelken. Hibbertia brennanii ingår i släktet Hibbertia och familjen Dilleniaceae. Inga underarter finns listade i Catalogue of Life.